# Whitman Sisters
Die Whitman Sisters waren vier afroamerikanische Schwestern, die zu den Stars des schwarzen Vaudeville gehörten. Von 1900 bis 1943 führten sie über vierzig Jahre lang ihre eigene Tourneegruppe und waren damit die am längsten laufende und bestbezahlte Gruppe der Theater Owners Booking Association. Sie bestanden aus Mabel (May) (geboren 1880 in Ohio, gestorben 1942), Essie Barbara (geboren am 4. Juli 1882 in Osceola (Arkansas), gestorben am 7. Mai 1963), Alberta (Bert) (geboren 1887 in Kansas, gestorben 1964 in Atlanta) und Alice (geboren 1900 in Georgia, gestorben am 29. Dezember 1968 in Chicago).

## Geschichte
Die Schwestern waren die Töchter des Dichters und Pfarrers Albery Allson Whitman und Caddie Whitman (geb. White), die in Ohio, Arkansas und Kansas lebten, bevor sie sich in Atlanta niederließen. Ein älterer Bruder, Caswell, lebte von 1876 bis 1936. Von ihrem Vater lernten die Schwestern religiöse Lieder zu singen und zu tanzen, um ihren Vater auf seinen Reisen zu begleiten.
Um 1899 begannen Mabel und Essie als Danzette Sisters oder nach anderen Quellen Daznette Sisters aufzutreten. Sie wurden von George Walker eingeladen, in New York aufzutreten, doch ihr Vater und Manager bestand darauf, dass sie ihre Ausbildung beenden, weshalb sie weiterhin im Süden auftraten. Nachdem ihr Vater 1901 gestorben war, gründeten Mabel, Essie und Alberta die Whitman Sisters’ Novelty Act Company in Augusta und 1904 die zwölfköpfigen Whitman Sisters’ New Orleans Troubadours. Aufgrund ihrer hellen Hautfarbe mussten sie gelegentlich mit Blackface auftreten. Alberta trat regelmäßig als Männer-Imitatorin auf.
Im Jahre 1905 verlegten sie ihren Sitz nach Chicago. Die jüngste Schwester, Alice, trat um 1910 der Gruppe bei. Mabel leitete das Unternehmen nach dem Tod ihrer Mutter im Jahre 1909 und gründete 1910 Mabel Whitman and the Dixie Boys, mit denen sie durch die USA und (angeblich) durch Europa tourte.
Nach Aussage der Tanzhistorikerin Nadine George-Graves waren die Whitman Sisters die bestbezahlte Nummer im Vaudeville-Zirkel. Während sie behaupteten, für Georg V. in England aufgetreten zu sein, konnte George-Graves keinen Nachweis dafür finden.
Essie zog sich 1926 von der Bühne zurück. Nach dem Tod von Mabel im Jahr 1942 hörte das Unternehmen faktisch auf zu existieren.

## Vermächtnis
Trotz ihrer vierzigjährigen Bekanntheit sind nur wenige Informationen über die Whitman Sisters bekannt. Sie haben keinen Film, keine Noten und so gut wie keine Aufnahmen hinterlassen, obwohl Essie für Black Swan Records und Paramount Records in den frühen 1920ern Aufnahmen gemacht hat.
Die noch lebenden Schwestern wurden in den 1960ern von Jean und Marshall Stearns interviewt, die ein Kapitel über sie in ihre Enzyklopädie Jazz Dance aufnahmen.  Ihre vollständige Rolle wurde durch die Wissenschaftlerin Nadine George-Graves aufgedeckt, die eine Vielzahl von regionalen Veröffentlichungen analysierte und im Jahre 2000 ihre Ergebnisse veröffentlichte.
Nachdem Essie sich zurückgezogen hatte, wurde sie Laienpredigerin in Chicago. Sie war dreimal verheiratet und starb im Alter von 80 Jahren bei einem Hausbrand. Der Sohn von Alice, Albert „Pops“ Whitman (1919–1950), war ein bekannter Stepptänzer.